# December 2006
Dit artikel geeft een chronologisch overzicht van belangrijke gebeurtenissen per dag in de maand december van het jaar 2006.

## Gebeurtenissen

### 1 december
- Durian, de vierde grote taifoen die de Filipijnen in vier maanden tijd treft, heeft minstens 406 maar vermoedelijk meer dan duizend slachtoffers in het oostelijk deel van het land gemaakt.
- Op een basisschool in Hoogerheide wordt de achtjarige Jesse Dingemans om het leven gebracht. Een verdachte wordt opgepakt. Wikinieuws

### 2 december
- De Russische zusjes Masja en Nastja Tolmatsjeva winnen met hun lied Vesna (lente) het Junior Eurovisiesongfestival 2006.

### 3 december
- In het Britse East Sussex ontploft een vuurwerkfabriek. Twee brandweerlieden komen hierbij om het leven.

### 4 december
- De linkse president Hugo Chávez van Venezuela is herkozen voor een termijn van zes jaar.

### 5 december
- Dit jaar viert circa de helft van de Nederlanders Sinterklaas met pakjes. Het aantal Sinterklaasvierders is volgens TNS NIPO met 5 procent gedaald ten opzichte van 2005.
- Op Fiji pleegt het leger een staatsgreep.
- In Nederland wordt Hugo Polderman van de Socialistische Partij als 150e nieuwe Tweede Kamerlid beëdigd.

### 6 december
- In Iran wordt de toegang tot de websites van YouTube, de New York Times en, na eerst de Koerdische versie, ook de Engelstalige Wikipedia geblokkeerd.
- De half-afzinkbare Mighty Servant 3 van Dockwise zinkt in de haven van Luanda na een boorplatform gelost te hebben.
- De Nederlandse Tweede Kamer kiest Gerdi Verbeet als nieuwe voorzitter. Het PvdA-Kamerlid krijgt meer stemmen dan de ministers Henk Kamp en Maria van der Hoeven.
- Rita Reys wordt onderscheiden met de Edison Jazz Oeuvreprijs. De jury roemt haar als "onbetwist de grootste jazzzangeres die Nederland heeft voortgebracht."
- De Amerikaanse Commissie-Baker brengt een rapport over de toestand in Irak uit.

### 7 december
- In Londen worden honderdvijftig huizen beschadigd door een tornado in het noordwesten van de Britse hoofdstad. Zes mensen raken gewond. In Oost-Vlaanderen zijn er windhozen.
- De indienststelling van de Betuweroute, tot nu toe gepland voor 2 januari 2007, wordt weer enkele maanden uitgesteld wegens technische problemen met de beveiliging van de tunnels.
- De voormalige Amerikaanse president Bill Clinton houdt op het Paleis Soestdijk een toespraak over de opwarming van de Aarde.
- Feyenoord wordt door de UEFA gestraft rond de supportersrellen rond de Europacupwedstrijd AS Nancy - Feyenoord op 30 november.

### 8 december
- Een zogenaamde Kanaalrat veroorzaakt een hevige storm boven noordwestelijk Frankrijk, België en Nederlands Limburg. In Frankrijk valt de elektriciteit uit; elders zijn er vooral veel omgewaaide bomen.
- Niet alleen in België en Nederland, maar ook in Denemarken, Duitsland, Groot-Brittannië en Zwitserland heeft de afgelopen herfst temperatuurrecords opgeleverd. De temperatuur lag in heel noordelijk Europa drie graden hoger dan het langjarig gemiddelde.

### 9 december
- Een brand in een Moskouse kliniek voor vrouwelijke drugsverslaafden kost aan 45 personen het leven.

### 10 december
- De Chileense oud-dictator Augusto Pinochet is overleden aan een hartaanval. Hij was van 1973 tot 1990 in Chili aan het bewind.
- In de Noorse hoofdstad Oslo is de Nobelprijs voor de Vrede aan de Bengaalse econoom Yunus uitgereikt. Hij ontving de prijs vanwege zijn inzet voor arme mensen in Bangladesh.
- De NS-dienstregeling 2007 is ingegaan. De wijzigingen zijn de grootste sinds 1970, toen met Spoorslag '70 de intercitytreinen werden geïntroduceerd. Er worden zes nieuwe stations geopend. Ook in België hebben er aanpassingen aan de dienstregeling plaatsgevonden.

### 11 december
- Informateur Rein Jan Hoekstra constateert dat de vorming van een kabinet CDA/PvdA/SP niet mogelijk is.
- In Iran is een controversiële conferentie over de Holocaust geopend.
- Drie Palestijnse kinderen van een Fatah-lid en hoge functionaris van de Palestijnse veiligheidsdienst worden in de Gazastrook door Palestijnse militanten doodgeschoten.

### 12 december
- Kroonprins Willem-Alexander is benoemd tot voorzitter van de Adviesgroep Water en Sanitaire Voorzieningen van de Verenigde Naties.

### 13 december
- Biologen verklaren de Chinese vlagdolfijn met grote zekerheid uitgestorven nadat het dier afgelopen zomer niet meer was gezien in de Chinese rivier de Yangtze.
- De Nederlandse Tweede Kamer heeft een motie van afkeuring aangenomen tegen de demissionaire minister Verdonk omdat zij weigert de motie over de uitzetstop voor asielzoekers uit te voeren. Minister Hirsch Ballin van Justitie neemt het onderdeel Vreemdelingenbeleid van haar over.
- Het Pentagon adviseert meer Amerikaanse troepen naar Irak te sturen om het geweld daar tegen te gaan.
- In een onderbreking van een RTBF-programma wordt gemeld dat Vlaanderen zich onafhankelijk heeft verklaard en dat koning Albert II is gevlucht. Naderhand blijkt dit een grap te zijn, bedoeld om een debat over de toekomst van België aan te zwengelen.
- Prins Laurent van België wordt genoemd in een fraudezaak: geld van de Belgische marine zou zijn gebruikt om zijn privéwoning te renoveren. Justitie ontkent echter elk medeweten van de prins in de zaak.
- Op een afgelegen dijk bij het Drentse Valthermond is het lichaam van een twaalfjarig meisje gevonden.
- Een Palestijnse rechter die lid is van Hamas wordt in de Gazastrook door Palestijnse militanten doodgeschoten.

### 14 december
- Veiligheidseenheden van Fatah beschieten aan de zuidelijke grens van de Gazastrook het konvooi van de Palestijnse premier Ismail Haniya. Eén persoon komt hierbij om het leven.

### 15 december
- Er komen in Nederland steeds meer teken voor. Meer dan werd aangenomen blijken deze insecten besmet te zijn met de Borrelia-bacterie die de gevreesde ziekte van Lyme kan overbrengen.
- De Vlaamse regering schaft alle Franse namen af van plaatsen in Vlaanderen.
- In de Palestijnse Gebieden vinden naar aanleiding van de beschietingen van een dag eerder ongeregeldheden tussen Fatah en Hamas plaats.

### 16 december
- De in Thailand voor drugssmokkel tot levenslange gevangenisstraf veroordeelde Nederlander Machiel Kuijt komt wellicht binnenkort vrij.
- Een vrouw uit Heusden klaagt de Nationale Postcode Loterij aan, omdat ze naar eigen zeggen psychische schade heeft opgelopen nadat de hoofdprijs in haar straat viel terwijl zij geen lot had gekocht.
- De Palestijnse president Mahmoud Abbas kondigt aan vanwege de grote onenigheid tussen Hamas en Fatah nieuwe parlements- en presidentsverkiezingen uit te gaan schrijven.
- De Drentse politie heeft een 45-jarige man gearresteerd die wordt verdacht iets te maken te hebben met de door een verkeersongeval om het leven gekomen twaalfjarige Suzanne Wisman uit Tweede Exloërmond.
- Jan Marijnissen is door de parlementaire pers verkozen tot de beste politicus van 2006 omdat hij zijn Socialistische Partij bijna heeft doen verdriedubbelen.

### 17 december
- 'Jij' bent tot persoon van het jaar 2006 gekozen door het Amerikaanse weekblad Time. Met de keuze wil het tijdschrift alle internetgebruikers onderscheiden omdat zij het 'informatietijdperk herscheppen'.
- In België wordt motorcrosser Stefan Everts verkozen tot Sportman van het jaar, tennisster Justine Henin-Hardenne tot Sportvrouw van het jaar en veldrijder Sven Nys tot Sportpersoonlijkheid van het jaar.
- Tijdens een bezoek van de Britse premier Tony Blair aan Bagdad worden in deze stad tientallen medewerkers van de Rode Halve Maan ontvoerd door mannen in politie-uniformen.
- In Stockholm winnen de Noorse handbalsters voor de derde keer de Europese titel door in de finale Rusland met 27-24 te verslaan.

### 18 december
- CDA'er Herman Wijffels wordt de nieuwe informateur die gaat onderhandelen met CDA, PvdA en ChristenUnie over de mogelijke vorming van een nieuw kabinet.
- De Italiaanse verdediger Fabio Cannavaro wordt verkozen tot Wereldvoetballer van het jaar.

### 19 december
- Vijf Bulgaarse verpleegsters en een Palestijnse arts worden in de Libische hiv-zaak opnieuw ter dood veroordeeld omdat zij vierhonderd kinderen opzettelijk met hiv zouden hebben besmet.
- Het Wereld Natuur Fonds deelt mee dat onderzoekers op het eiland Borneo in het afgelopen jaar meer dan vijftig nieuwe dieren en planten hebben ontdekt.

### 20 december
- 46 Poolse parlementariërs dienen een wetsontwerp in waarin Jezus Christus tot koning van Polen wordt uitgeroepen. De Poolse bisschoppen zijn met dit voornemen niet ingenomen.
- In Zuid-Italië worden negentig leden van de maffia gearresteerd, onder wie acht vrouwen wat uitzonderlijk is.
- Het zeventiende Groot Dictee der Nederlandse Taal wordt - met slechts vijf fouten - gewonnen door de Nederlander Jacques Bettelheim.

### 21 december
- Baanwielrenner Theo Bos wordt gekozen tot Nederlands Sportman van het jaar, schaatsster Ireen Wüst tot Sportvrouw van het jaar en de vrouwenhockeyploeg tot Sportploeg van het jaar. Oud-wielrenster Leontien van Moorsel ontvangt de Fanny Blankers-Koen Trofee.
- De gemeenteraadsverkiezingen in Iran worden gewonnen door de gematigd conservatieve en hervormingsgezinde tegenstanders van president Mahmoud Ahmadinejad.
- De Turkmeense president Saparmurat Niazov overlijdt en wordt opgevolgd door vicepremier Kurbanguly Berdymukhamedov. De oppositie beweert dat hij al een aantal dagen eerder is gestorven.
- Milieugroepen maken bekend dat een reclamemast in het Limburgse Schinnen de lelijkst verlichte plek van Nederland is. Andere genomineerden waren o.a. het hoofdkantoor van Essent in aanbouw in 's-Hertogenbosch.

### 22 december
- Ammar en Sara landen even na twee uur op Schiphol. De kinderen zaten een half jaar vast in de Nederlandse ambassade in de Syrische hoofdstad Damascus en zijn door bemiddeling van minister Bot weer thuis.

### 23 december
- Twee grote kettingbotsingen op een snelweg in het zuidwesten van Frankrijk leiden tot een grote verkeerschaos. De A63 tussen Bordeaux en Bayonne wordt in beide richtingen afgesloten nadat tussen de tweehonderd en driehonderd voertuigen in dichte mist op elkaar zijn gebotst.
- In de Veiligheidsraad van de Verenigde Naties wordt resolutie 1737 aangenomen waarin staat vermeld dat Iran sancties zullen worden opgelegd omdat het bezig is met de verrijking van uranium waarmee mogelijkerwijs kernwapens kunnen worden voortgebracht.

### 24 december
- De Iraanse president Mahmoud Ahmadinejad laat in een toespraak weten zich niets aan te trekken van de resolutie die de Veiligheidsraad van de Verenigde Naties gisteren tegen Iran heeft aangenomen en waarin dat land vanwege zijn verrijking van uranium sancties worden opgelegd.

### 25 december
- In de Filipijnse stad Ormoc op het eiland Leyte komen minstens 25 mensen om bij een brand in een winkel waar vuurwerk ligt opgeslagen.

### 26 december
- De voormalige Iraakse dictator Saddam Hoessein wordt ook in hoger beroep tot de doodstraf veroordeeld.
- De Turkmeense volksvergadering bepaalt de datum van de komende presidentsverkiezingen op 11 februari 2007.
- Bij een botsing tussen twee marsjroetka's (minibussen) in de Russische autonome republiek Kabardië-Balkarië in de Noordelijke Kaukasus vallen 13 doden als gevolg van een methaangasexplosie in een van de voertuigen.
- In de Nigeriaanse stad Lagos vallen na een ontploffing van een oliepijpleiding honderden doden.

### 27 december
- In de buurt van Jemen komen ongeveer 150 illegale vluchtelingen uit Ethiopië en Somalië om het leven doordat hun schepen na ontdekking door de politie ten onder gaan.
- Ten gevolge van een gisteren plaatsgevonden aardbeving bij Taiwan met een kracht van 7,1 op de schaal van Richter is het internet- en telefoonverkeer in een groot deel van Azië gestoord. Het herstel van de communicatie zal vanwege de reparatie van de vernielde glasvezelkabels op de oceaanbodem nog enige weken duren.
- In het zuiden van de Filipijnen is vermoedelijk het lijk van de veelgezochte terrorist en leider van de Abu Sayyaf-terreurbeweging, Khaddafy Janjalani, opgegraven.

### 28 december
- De Somalische Burgeroorlog is uitgemond in de inname van de Somalische stad Mogadishu door Somalische clanmilities, nadat de troepen van de Unie van Islamitische Rechtbanken de stad verlieten als gevolg van de belegering van de stad door het Ethiopische leger en zich terugtrokken in de stad Kismayo.

### 29 december
- Het jaar 2006 is volgens het KNMI in Nederland met een gemiddelde temperatuur van 11,2 graden Celsius in De Bilt het warmste jaar sinds de metingen in 1706 begonnen. Het vorige record lag op 10,9 graden in de jaren 1990, 1999 en 2000.

### 30 december
- Na sinds maart 2006 een bestand in acht genomen te hebben pleegt de Baskische terreurorganisatie ETA een bomaanslag bij het vliegveld van Madrid; als gevolg hiervan legt de Spaanse regering de onderhandelingen met de ETA voor onbepaalde tijd stil.
- In de Indonesische Javazee zinkt een veerboot met daarop honderden passagiers. Gevreesd wordt voor vele slachtoffers.
- Het doodvonnis van de Iraakse ex-president en -dictator Saddam Hoessein wordt in Bagdad voltrokken.
- Laatste inleverdag Nederlandse gulden munten.
- Sonja Barend neemt na 40 jaar afscheid van de Nederlandse televisie. Tijdens de live uitzending krijgt Sonja uit handen van de Amsterdamse burgemeester Job Cohen een hoge koninklijke onderscheiding. Ze werd benoemd tot Officier in de Orde van Oranje-Nassau.

### 31 december
- Het aantal sinds 2003 in Irak gedode Amerikanen passeert de grens van 3000 slachtoffers.
- In de Thaise hoofdstad Bangkok vindt een aantal bomaanslagen plaats waardoor enkele personen om het leven komen.

<< · januari · februari · maart · april · mei · juni · juli · augustus · september · oktober · november · december · >>